# Prêmio Açorianos de 2013
O Prêmio Açorianos de 2013 ocorreu em Porto Alegre e premiou destaques das áreas de música, teatro, dança, literatura e artes plásticas. Cada área teve sua cerimônia realizada em diferentes datas e espaços culturais. A cerimônia de entrega da área de música ocorreu no Auditório Araújo Vianna, enquanto as áreas de literatura, teatro e dança ocorreram no Teatro Renascença.

## Premiação

### Prêmio Açorianos de Teatro 2013
Melhor diretor: Tribo de Atuadores Ói Nóis Aqui Traveiz por Medeia vozes
Melhor ator: Rossendo Rodrigues (Natalício Cavalo)
Melhor atriz: Tânia Farias (Medeia vozes)
Melhor atriz coadjuvante: Liane Venturella (O estranho cavaleiro)
Melhor ator coadjuvante: Carlos Cunha Filho (Marxismo, ideologia e rock’n’roll)
Melhor espetáculo: Medeia vozes
Melhor figurino: Antonio Rabadan (O apanhador)
Melhor cenário: Tribo de Atuadores Oi Nóis Aqui Traveiz por Medeia vozes
Melhor iluminação: Tribo de Atuadores Oi Nóis Aqui Traveiz por Medeia vozes
Melhor trilha sonora: Johann Alex de Souza (Medeia vozes)
Melhor dramaturgia: Tribo de Atuadores Oi Nóis Aqui Traveiz por Medeia vozes
Melhor Produção: Tribo de Atuadores Oi Nóis Aqui Traveiz por Medeia vozes
Prêmio Especial do Júri: Miragem

### Prêmio Açorianos de Música 2013
Álbum do ano: Foi no mês que vem, de Vitor Ramil
Espetáculo: O grande encontro - Os sucessos dos festivais (Vários artistas)
Revelação: Paola Matos, por Brasileirice
DVD: Contos acústicos de água e fogo, de Nenhum de Nós
Álbum Infantil: Mandinho, de Leandro Maia
Produtor Musical: Vitor Ramil, por Foi no mês que vem, de Vitor Ramil
Arranjador: Tasso Bangel por Cidade & Campo, de Camerata Pampeana
Projeto Gráfico: Felipe Taborda, Lygia Santiago, Nara Amélia e Ana Ruth Miranda por Foi no mês que vem, de Vitor Ramil

#### Categoria Álbum

##### Gênero Pop
Compositor Pop: Humberto Gessinger, por Insular
Intérprete Pop: Alexandre Kumpinski, por Antes que tu conte outra, da Apanhador Só
Instrumentista Pop: Duca Leindecker por Voz, violão e batucada
Álbum Pop: Antes Que tu conte outra, da Apanhador Só

##### Gênero MPB
Compositor MPB: Gisele De Santi, por Vermelhos e demais matizes
Intérprete MPB: Vitor Ramil por Foi no mês que vem
Instrumentista MPB: Cristian Sperandir por Brasileirice, de Paola Matos
Álbum MPB: Foi no mês que vem, de Vitor Ramil

##### Gênero Instrumental
Compositor Instrumental: Maestro Tasso Bangel por Cidade & campo, de Camerata Pampeana
Intérprete Instrumental: Renato Velho por 50 tons de blues, de Renato Velho e Manéco Rocha
Instrumentista Instrumental: Paulinho Cardoso por Festa
Álbum Instrumental: Cidade & campo, de Camerata Pampeana

##### Gênero Erudito
Compositor Erudito: Celso Loureiro Chaves por Balada para o avião que deixa um rastro de fumaça no céu / Estética do frio II
Intérprete Erudito: Daniel Wolff por Porto Allegro
Instrumentista Erudito: Daniel Wolff por Porto Allegro
Álbum Erudito: Porto Allegro, de Daniel Wolff

##### Gênero Regional
Compositor Regional: Jaime Vaz Brasil, por Ivo Fraga interpreta Jaime Vaz Brasil
Intérprete Regional: Ivo Fraga, por Ivo Fraga interpreta Jaime Vaz Brasil
Instrumentista Regional: Luciano Maia, por Com o campo no coração, de A Lo Largo
Álbum Regional: Ivo Fraga interpreta Jaime Vaz Brasil, de Ivo Fraga e Jaime Vaz Brasil 

### Prêmio Açorianos de Dança 2013
Espetáculo do Ano: V.I.S.T.O: ocupações vídeo coreográficas
Coreografia: Andrea Spolaor, por SEM, e Bia Diamante e Juliana Rutkowski, por Sobre o armário e a atividade dos objetos – estudo para natureza-móvel
Direção: Bia Diamante, por Sobre o armário e a atividade dos objetos – estudo para natureza-móvel
Bailarino: William Freitas, por Corpo transduzido
Bailarina: Roberta de Savian, por V.I.S.T.O: ocupações vídeo coreográficas
Figurino: Mark Sieczkarek, Tânia Baumann e Renato Mesquita, por Eu estive aqui
Cenografia: Roberta de Savian, Guenther Andréas e Marcelo Vieira, por V.I.S.T.O: ocupações vídeo coreográficas
Iluminação: Bernardo Viera, por Sobre o armário e a atividade dos objetos – estudo para natureza-móvel
Trilha Sonora: Guenther Andreas, por V.I.S.T.O: ocupações vídeo_coreográficas
Produção: Roberta de Savian, por V.I.S.T.O: ocupações vídeo_coreográficas
Novas Mídias em Dança: Emoções Luminosas Fragmento I – Reflexos Mutantes, de Cláudia de Bem
Projeto de Difusão e Formação em Dança: Festival Internacional do Folclore
Destaque em Balé Clássico: Victoria Milanez
Destaque em Jazz: Essência Cia de Dança
Destaque em Sapateado: Leonardo Stenzel
Destaque em Dança Folclórica/Étnica: Afrosul/Odomodê
Destaque em Danças Urbanas: Drico (Adriano Oliveira)
Destaque em Dança de Salão: Tanguera
Destaque em Dança do Ventre: Bruna Gomes
Destaque em Flamenco: Robinson Gambarra
Destaque em Dança Contemporânea: Cidade da Goma. 

### Prêmio Açorianos de Literatura 2013
Livro do ano: A menina quebrada, de Eliane Brum (Arquipélago) e Terra gaúcha e artinha de leitura, de Simões Lopes Neto, organizado por Luís Augusto Fischer (Belas-Letras)
Conto: Recortes para álbum de fotografia sem gente, de Natalia Borges Polesso (Modelo de Nuvem)
Crônica: A menina quebrada, de Eliane Brum (Arquipélago)
Ensaio de literatura e humanidades: Anarquia na passarela, de Daniel Rodrigues (Dublinense)
Especial: Terra gaúcha e artinha de leitura, de Simões Lopes Neto, organizado por Luís Augusto Fischer (Belas-Letras)
Infantil: Conchas, de Hermes Bernardi Jr. (Edelbra)
Infanto-juvenil: Filho de peixe, de Marcelo Carneiro da Cunha (Projeto).
Narrativa longa: O amante alemão, de Lélia Couto Almeida (IEL/Corag)
Poesia: Aqui jasmim, de Caroline Milman, Editora Modelo de Nuvem.
Capa: Samir Machado de Machado, para Monstros fora do armário, de Flávio Torres (Não Editora)
Projeto gráfico: Celso Orlandin Júnior, para Terra gaúcha e artinha de leitura, de Simões Lopes Neto, organizado por Luís Augusto Fischer (Belas-Letras)
Destaques literários: Projeto Adote um Escritor, da Câmara Rio-Grandense do Livro (CRL) e da Secretaria Municipal de Educação e programa de televisão Direito e Literatura
Prêmio Açorianos de Criação Literária: Ocupa Porto Alegre e outros contos, de Marcelo da Silva Rocha. 